# Julius Kaiser
Julius Kaiser (Oberandritz, 6. prosinca 1860. – Beč, 31. siječnja 1925.) je bio austrougarski general i vojni zapovjednik. Tijekom Prvog svjetskog rata zapovijedao je 30. pješačkom divizijom i II. korpusom na Istočnom i Talijanskom bojištu.

## Vojna karijera
Julius Kaiser je rođen 6. prosinca 1860. u Oberandritzu. Prije rata čin general bojnika dostigao je u studenom 1910. godine, dok je u čin podmaršala promaknut u svibnju 1914. godine.

## Prvi svjetski rat
Na početku Prvog svjetskog rata Kaiser dobiva zapovjedništvo nad novoformiranom 30. pješačkom divizijom koja se na Istočnom bojištu nalazila u sastavu XI. korpusa kojim je zapovijedao Desiderius Kolossváry de Kolosvár. Zapovijedajući 30. pješačkom divizijom Kaiser sudjeluje u Galicijskoj bitci. Nakon toga u rujnu sudjeluje u borbama oko Przemysla, te u studenom u Bitci kod Limanowe-Lapanowa. U siječnju 1915. 30. pješačka divizija ulazi u sastav Armijske grupe Pflanzer-Baltin u sastavu koje sudjeluje u Karpatskoj ofenzivi, te ofenzivi Gorlice-Tarnow.
U rujnu 1915. Kaiser postaje zapovjednikom II. korpusa kojim je do tada zapovijedao Johann von Kirchbach. Drugi korpus je početkom siječnja 1916. ušao u sastav 4. armije u sklopu koje je žestoko napadnut od ruskih snaga tijekom Brusilovljeve ofenzive. Kaiser je s II. korpusom uz velike gubitke prisiljen na povlačenje, ali je na kraju uspio zaustaviti rusko napredovanje koje je prijetilo zauzimanjem Kovela. U kolovozu 1917. promaknut je u čin generala pješaštva.
Kaiser je u rujnu 1917. s II. korpusom premješten na Talijansko bojište gdje sudjeluje u Kobaridskoj ofenzivi i gonjenju poraženih talijanskih jedinica do rijeke Piave. Kaiser je II. korpusom zapovijedao do travnja 1918. kada ga je na mjestu zapovjednika zamijenio Rudolf Krauss.

## Poslije rata
Nakon završetka rata Kaiser je s 1. siječnjem 1919. umirovljen. Preminuo je 31. siječnja 1925. u 65. godini života u Beču.

## Vanjske poveznice
(eng.) Julius Kaiser na stranici Oocities.org